# Torres de Albanchez
Torres de Albanchez – gmina w Hiszpanii, w prowincji Jaén, w Andaluzji, o powierzchni 57,89 km². W 2011 roku gmina liczyła 950 mieszkańców.